# Waldbredimus
Waldbredimus är en kommun och en liten stad i sydöstra Luxemburg.   Den ligger i kantonen Canton de Remich och distriktet Grevenmacher, i den södra delen av landet, 13 kilometer sydost om huvudstaden Luxemburg. Antalet invånare är 949. Arean är 12,6 kvadratkilometer.
Terrängen i Waldbredimus är huvudsakligen platt, men åt nordväst är den kuperad.

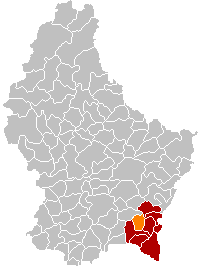
Waldbredimus markerad med orange i karta över Luxemburg

Omgivningarna runt Waldbredimus är en mosaik av jordbruksmark och naturlig växtlighet. Runt Waldbredimus är det ganska tätbefolkat, med 230 invånare per kvadratkilometer.